# Ціданта II
Ціданта II (д/н— бл. 1450 до н.е.) — великий цар (руба'ум рабі'ум) Середньохеттського царства в 1470—1450 роках до н. е.

## Життєпис
Син Хассуілі і онук царя Аллувамни. Був небожем царя Хантілі II. Десь наприкінці 1480-х або напочатку 1470-х років до н. е. після смерті Хантілі II посів трон.
Зумів зміцнити внутрішнє становище, що дозволило хеттському цареві відновити активну зовнішню політику. Встановив дипломатичні стосунки з єгипетським фараоном Тутмосом III.
Найбльшим досягненнямстало відновлення хеттської зверності над державою Кіззуватна. Ціданта II скористався вторгненням військ міттанійського царя Парраттарни I і алалахського правителя Ідрімі до Кіззуватни, сам атакував це царство з півночі. Зрештою Піллія, цар Кіззуватни, визнав зверність хеттської держави.
Після смерті близько 1450 року до н. е. трон успадкував син Ціданти II — Хуцція II.